# Jüdische Friedhöfe in Königsberg
Es gab drei jüdische Friedhöfe in  Königsberg in Preußen von 1704 bis 1938. Das Gelände des Alten Jüdischen Friedhofes ist mit einigen Grabsteinen erhalten.

## Tragheimer Friedhof
Der erste jüdische Friedhof der Königsberger jüdischen Gemeinde befand sich auf dem Tragheim, nördlich der Stadt. Er durfte 1703 angelegt werden und wurde 1704 eröffnet. 
Dort wurde bis etwa 1875 bestattet.
Es gibt einige Fotos aus der Zeit um 1930.
Das Gelände ist jetzt nicht mehr gekennzeichnet und wird anders genutzt.

## Alter Jüdischer Friedhof
Um 1875 wurde der nächste jüdische Friedhof vor dem Königstor eingeweiht.
Dieser wurde bis etwa 1928 genutzt.
Das großflächige Gelände gehört jetzt wieder der jüdischen Gemeinde. Dort gibt es noch einige erhaltene Grabsteine. Für den bekannten Rabbiner Israel Salanter wurde 2001 ein Gedenkstein geschaffen, der drei Monate später durch Vandalismus wieder zerstört wurde. 2019 wurde eine Gedenktafel für einige russische und deutsche jüdische Soldaten angebracht, die im Ersten Weltkrieg gefallen waren.
Es gibt eine neue Klagemauer, die von Besuchern aus verschiedenen Ländern, auch aus den USA besucht wird.

## Neuer Jüdischer Friedhof
Der Neue Jüdische Friedhof wurde ab 1927  in der Steffeckstraße am Hammerteich (jetzt uliza Katina/Улица Катина) errichtet.  
Die Trauerhalle wurde vom Stararchitekten Erich Mendelssohn entworfen und 1929 eingeweiht. Sie wurde am 10. November 1938 einen Tag nach der Reichspogromnacht in Brand gesetzt und ist nicht erhalten. 
Das Gelände war bis in die 1970er Jahre erhalten. Heute befindet sich dort eine Tierarztklinik. Die jüdische Gemeinde bemühte sich bisher vergeblich um eine Rückgabe des Areals.